# Інститут геологічних наук імені К. І. Сатпаєва МОН Республіки Казахстан
Інститу́т геологі́чних нау́к і́мені К. І. Сатпа́єва МОН Республі́ки Казахста́н — вид діяльності: геоекологія; регіональна геоекологія і глибинна будова земної кори Казахстану; металогенія рудоутворення; геологія нафти і газу.